# Cappella dei Tre Re
La cappella dei Tre Re è una cappella del XIII secolo sita a Ivrea in Piemonte.

## Storia
La cappella fu edificata attorno al 1220: la tradizione vuole che sia stato san Francesco a suggerirne la costruzione per ottenere la protezione dalla grandine.

## Descrizione
La cappella sorge in cima alla collina dioritica del santuario di Monte Stella, dal qual è raggiungibile tramite un breve sentiero ciottolato.
La cappella è meta del pellegrinaggio che si svolge nel giorno dell'Epifania e che, per antica deliberazione pontificia, vale ai fedeli una indulgenza plenaria. L'antico rito della processione e della offerta dei ceri alla cappella, è stato, in tempi recenti, incorporato nelle celebrazioni dello storico carnevale di Ivrea, che ogni anno ha il suo avvio proprio nella giornata dell'Epifania.
L'edificio, dalla architettura romanica estremamente sobria, si caratterizza soprattutto per la presenza di un'abside semicilindrica. Anche l'interno della cappella è alquanto spoglio. Sin verso il 1980, sull'altare della cappella era posto un presepe composto da cinque statue lignee (opera databile verso l'ultimo quarto del XV secolo, eseguita da un ignoto scultore, il cosiddetto Maestro dell'Adorazione dei Magi di Ivrea) collocate in una sorta di "teatrino sacro" dal fondale dipinto, ad ampliare prospetticamente la scena dei Magi. Ora il presepe è conservato presso il "Museo Civico Garda".

### Affresco di scuola spanzottiana

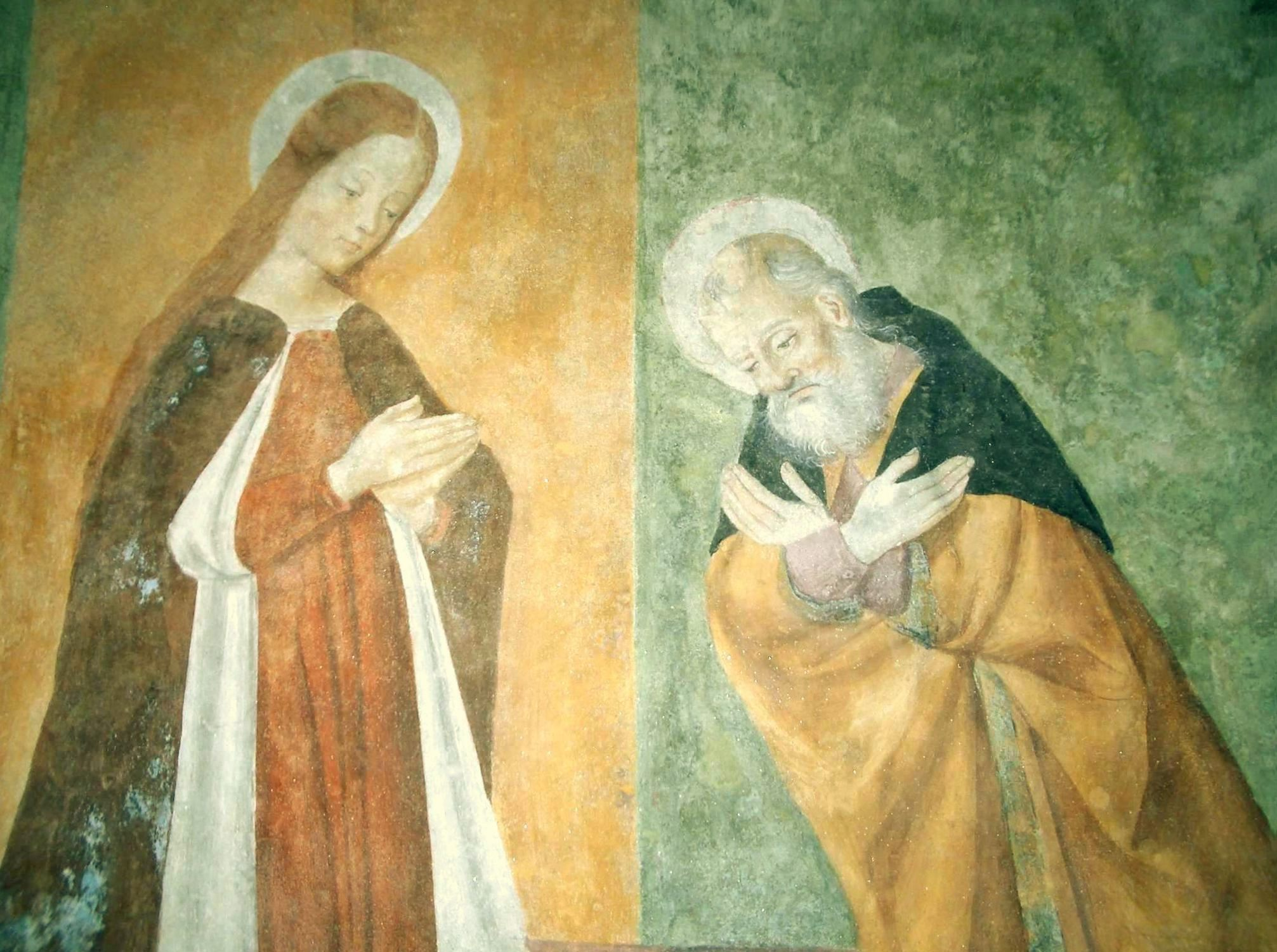
Seguace di Giovanni Martino Spanzotti, Adorazione del Bambino, particolare

Al di sotto dello scialbo che ricopre le pareti della cappella è recentemente affiorato un affresco, anch'esso databile verso la fine del XV secolo (ca 1480) raffigurante una Adorazione del Bambino con ai due lati le figure di san Rocco e di san Sebastiano (omaggio probabile allo scampato pericolo della peste scoppiata in quegli anni); affresco che, per molti elementi stilistici, richiama la lezione artistica di Martino Spanzotti.
Il restauro ultimato nel 2004 ha consentito di restituire al affresco i suoi colori originali e di mettere in evidenza la cura con la quale furono dipinti i volti di Maria e di Giuseppe.
Si tratta dunque di un'opera pressoché coeva all'avvio al grande ciclo di affreschi realizzati dallo Spanzotti nella chiesa di San Bernardino ad Ivrea, eseguito da un maestro di notevole valore artistico, capace di realizzare, come hanno mostrato le analisi condotte nel corso del restauro l'intera opera in una sola giornata. Tutto questo aveva affrettatamente fatto pensare che l'autore potesse essere lo stesso Spanzotti, sia pur con l'intervento di aiuti per le parti visibilmente meno curate.
La più recente analisi critica dell'affresco ha portato a ritenerlo opera di un valente pittore, attivo tra Canavese e Valle d'Aosta, che si ispira con evidenza allo Spanzotti (e in particolare alla Adorazione del Bambino e Santi Vescovi di Rivarolo Canavese) e che, per alcuni versi, pare non immemore della lezione aostana di Antoine de Lonhy.